# 山田龍雄

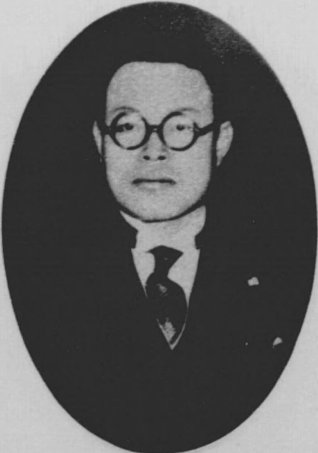
山田龍雄

山田 龍雄（やまだ たつお、1893年（明治26年）11月17日 - 1945年（昭和20年）4月2日）は、日本の大蔵官僚。逓信次官。

## 経歴
高知県出身。旧制高知県立第一中学校（現・高知県立高知追手前高校）、旧制第六高等学校を経て、1918年（大正7年）に高等文官試験に合格し、翌年に東京帝国大学法科大学法律科を卒業した。大蔵省では銀行局に配属した後、司税官、税務監督局事務官、同書記官、銀行検査官、預金部書記官・監理課長、大蔵書記官・主計局予算決算課長、主計局予算課長、内閣調査局調査官、大蔵省主税局長・醸造試験所長を歴任した。1937年（昭和12年）、大蔵省造幣局長に就任し、1940年（昭和15年）に逓信次官に転じた。
退官後は大日本翼賛壮年団副団長・本部長、帝都翼賛壮年団長を務めた。

## 栄典
- 1940年（昭和15年）8月15日 - 紀元二千六百年祝典記念章[5]